# S/2003 J 10

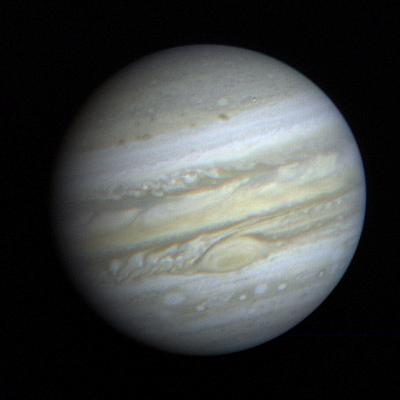
Planeta Júpiter

S/2003 J 10 é um satélite natural de Júpiter (planeta)Júpiter. Foi descoberto por uma equipa de astrónomos liderada por Scott S. Sheppard, et al. em 2003.
S/2003 J 10 tem cerca de dois quilómetros de diâmetro, orbitando Júpiter a uma distância média de 22.731 Mm em 700,129 dias, com uma inclinação de 164° em relação à eclíptica (166° em relação ao equador de Júpiter), num movimento retrógado irregular e com uma excentricidade orbital de 0,3438.
Pertence ao grupo Carme de satélites de Júpiter, que é constituído por luas de movimento irregular retrógado orbitando a distâncias entre os 23 e 24 Gm e com inclinações de cerca de 165º.